# Campeonato Mundial de Atletismo Júnior de 1986
O Campeonato Mundial de Atletismo Júnior de 1986 foi a primeira edição do Campeonato Mundial de Atletismo Júnior. Foi realizado em Atenas, Grécia entre 16 e 20 de julho.

## Resultados

### Masculino
| Evento                   | Ouro                                  | Ouro     | Prata                              | Prata    | Bronze                             | Bronze   |
| ------------------------ | ------------------------------------- | -------- | ---------------------------------- | -------- | ---------------------------------- | -------- |
| 100 m                    | Derrick Florence · Estados Unidos     | 10.17    | Stanley Kerr · Estados Unidos      | 10.23    | Jamie Henderson · Grã-Bretanha     | 10.34    |
| 200 m                    | Stanley Kerr · Estados Unidos         | 20.74    | Derrick Florence · Estados Unidos  | 21.12    | Steve McBain · Austrália           | 21.21    |
| 400 m                    | Miles Murphy · Austrália              | 45.64    | Roberto Hernández · Cuba           | 45.64    | Edgar Itt · Alemanha Ocidental     | 45.72    |
| 800 m                    | David Sharpe · Grã-Bretanha           | 1:48.32  | Manuel Balmaceda · Chile           | 1:48.91  | Andrey Sudnik · União Soviética    | 1:48.93  |
| 1500 m                   | Wilfred Kirochi · Quénia              | 3:44.62  | Peter Rono · Quénia                | 3:45.62  | Johan Boakes · Grã-Bretanha        | 3:45.80  |
| 5000 m                   | Peter Chumba · Quénia                 | 13:55.25 | Alejandro Gómez · Espanha          | 13:55.94 | Feyisa Melese · Etiópia            | 13:56.45 |
| 10 000 m                 | Peter Chumba · Quénia                 | 28:44.00 | Juma Munyampanda · Tanzânia        | 28:45.14 | Debebe Demisse · Etiópia           | 28:49.09 |
| Corrida de Estrada 20 km | Tadesse Gebre · Etiópia               | 1:02:32  | Juma Munyampanda · Tanzânia        | 1:01:45  | Negash Dube · Quénia               | 1:04:23  |
| 110 m B                  | Colin Jackson · Grã-Bretanha          | 13.44    | Jon Ridgeon · Grã-Bretanha         | 13.91    | Emilio Valle · Cuba                | 14.00    |
| 400 m B                  | Emilio Valle · Cuba                   | 50.02    | Hiroshi Kakimori · Japão           | 50.09    | Pascal Maran · França              | 50.39    |
| 2000 m Obs.              | Jon Azkueta · Espanha                 | 5:28.56  | Johnstone Kipkoech · Quénia        | 5:29.56  | Jens Volkmann · Alemanha Ocidental | 5:29.60  |
| Marcha atlética 10 km    | Mikhail Shchennikov · União Soviética | 40:38.01 | Salvatore Cacia · Itália           | 40:40.73 | Ricardo Pueyo · Espanha            | 40:41.05 |
| 4 x 100 metros           | Reino Unido                           | 39.80    | Alemanha Ocidental                 | 39.81    | Polónia                            | 39.98    |
| 4 x 400 metros           | Estados Unidos                        | 3:01.90  | Cuba                               | 3:04.22  | Jamaica                            | 3:05.16  |
| Salto em altura          | Javier Sotomayor · Cuba               | 2.25     | Hollis Conway · Estados Unidos     | 2.22     | Thomas Müller · Alemanha Oriental  | 2.22     |
| Salto com vara           | Igor Potapovich · União Soviética     | 5.50     | Delko Lesev · Bulgária             | 5.40     | Mike Thiede · Alemanha Oriental    | 5.30     |
| Salto em distância       | Dietmar Haaf · Alemanha Ocidental     | 7.93     | Ivo Krsek · Checoslováquia         | 7.87     | Thomas Wolf · Alemanha Oriental    | 7.77     |
| Salto triplo             | Igor Parygin · União Soviética        | 16.97    | Zdravko Dimitrov · Bulgária        | 16.13    | Du Benghong · China                | 16.00    |
| Arremesso de peso        | Aleksejs Lukašenko · União Soviética  | 18.90    | Vyacheslav Lykho · União Soviética | 18.71    | Radoslav Despotov · Bulgária       | 18.17    |
| Disco                    | Vasil Baklarov · Bulgária             | 60.60    | Werner Reiterer · Austrália        | 58.64    | Vasiliy Kaptyukh · União Soviética | 58.22    |
| Dardo                    | Vladimir Sasimovich · União Soviética | 78.84    | Mark Roberson · Grã-Bretanha       | 74.24    | Gavin Lovegrove · Nova Zelândia    | 74.22    |
| Martelo                  | Vitaliy Alisevich · União Soviética   | 72.00    | Valeriy Gubkin · União Soviética   | 71.78    | Sabin Khristov · Bulgária          | 68.96    |
| Decatlo                  | Petri Keskitalo · Finlândia           | 7623     | Mike Smith · Canadá                | 7523     | Nikolay Zayats · União Soviética   | 7509     |

### Feminino
| Evento               | Ouro                               | Ouro     | Prata                                | Prata    | Bronze                                  | Bronze   |
| -------------------- | ---------------------------------- | -------- | ------------------------------------ | -------- | --------------------------------------- | -------- |
| 100 m                | Tina Iheagwam · Nigéria            | 11.34    | Caryl Smith · Estados Unidos         | 11.46    | Maicel Malone · Estados Unidos          | 11.49    |
| 200 m                | Falilat Ogunkoya · Nigéria         | 23.11    | Mary Onyali · Nigéria                | 23.30    | Katrin Krabbe · Alemanha Oriental       | 23.31    |
| 400 m                | Susann Sieger · Alemanha Oriental  | 52.02    | Olga Pesnopevtseva · União Soviética | 52.17    | Sandie Richards · Jamaica               | 52.23    |
| 800 m                | Selina Chirchir · Quénia           | 2:01.40  | Gabriela Sedláková · Checoslováquia  | 2:01.49  | Adriana Dumitru · Roménia               | 2:01.93  |
| 1500 m               | Ana Padurean · Roménia             | 4:14.63  | Selina Chirchir · Quénia             | 4:15.59  | Snežana Pajkić · Iugoslávia             | 4:16.03  |
| 3000 m               | Cleopatra Palacian · Roménia       | 9:02.91  | Philippa Mason · Grã-Bretanha        | 9:03.35  | Dorina Calenic · Roménia                | 9:06.94  |
| 10 000 m             | Katrin Kley · Alemanha Oriental    | 33:19.67 | Nora Maraga · Quénia                 | 33:57.99 | Marleen Renders · Bélgica               | 33:59.36 |
| 100 m B              | Heike Tillack · Alemanha Oriental  | 13.10    | Aliuska López · Cuba                 | 13.14    | Tanya Davis · Estados Unidos            | 13.46    |
| 400 m B              | Claudia Bartl · Alemanha Oriental  | 56.76    | Kellie Roberts · Estados Unidos      | 56.80    | Svetlana Lukashevich · União Soviética  | 57.92    |
| Marcha atlética 5 km | Wang Yan · China                   | 22:03.65 | Natalya Zykova · União Soviética     | 22:17.76 | Jin Bingjie · China                     | 22:17.83 |
| 4 x 100 metros       | Estados Unidos                     | 43.78    | Alemanha Oriental                    | 43.97    | Nigéria                                 | 44.13    |
| 4 x 400 metros       | Estados Unidos                     | 3:30.45  | Alemanha Oriental                    | 3:30.90  | União Soviética                         | 3:32.35  |
| Salto em altura      | Karen Scholz · Alemanha Oriental   | 1.92     | Galina Astafei · Roménia             | 1.90     | Yelena Obukhova · União Soviética       | 1.88     |
| Salto em distância   | Patricia Bille · Alemanha Oriental | 6.70     | Anu Kaljurand · União Soviética      | 6.46     | Tatyana Ter-Mesrobyan · União Soviética | 6.39     |
| Arremesso de peso    | Heike Rohrmann · Alemanha Oriental | 18.39    | Stephanie Storp · Alemanha Ocidental | 18.20    | Ines Wittich · Alemanha Oriental        | 18.19    |
| Disco                | Ilke Wyludda · Alemanha Oriental   | 64.02    | Franka Dietzsch · Alemanha Oriental  | 60.26    | Min Chunfeng · China                    | 54.00    |
| Dardo                | Xiomara Rivero · Cuba              | 62.86    | Anja Reiter · Alemanha Oriental      | 60.24    | Alexandra Beck · Alemanha Oriental      | 59.92    |
| Heptatlo             | Svetla Dimitrova · Bulgária        | 6041     | Marina Shcherbina · União Soviética  | 5953     | Anke Schmidt · Alemanha Oriental        | 5900     |